# Kopytjyntsi
Kopytjyntsi (ukrainska: Копичинці uttal (fil)), är en stad i Ternopil oblast i västra Ukraina. Kopytjyntsi nämns för första gången i ett dokument från år 1349 och erhöll år 1564 stadsprivilegier i och med Magdeburgrätten.